# Arctia boettcheri
Arctia boettcheri là một loài bướm đêm thuộc phân họ Arctiinae, họ Erebidae.